# 7747 Michałowski
7747 Michałowski este un asteroid care intersectează orbita planetei Marte.

## Descriere
7747 Michałowski este un asteroid care intersectează orbita planetei Marte. Asteroidul prezintă o orbită caracterizată de o semiaxă mare de 2,29 ua, o excentricitate de 0,28 și o înclinație de 5,1° în raport cu ecliptica.